# هان هاي-جين
هان هاي-جين (الكورية: 한혜진) هي ممثلة كورية جنوبية، ولدت في 27 أكتوبر 1981 في Damyang County ‏ في كوريا الجنوبية.

## وصلات خارجية
- هان هاي-جين على موقع IMDb (الإنجليزية)
- هان هاي-جين على موقع أول موفي (الإنجليزية)
- هان هاي-جين على موقع قاعدة بيانات الفيلم (الإنجليزية)